# Meghri
Meghri (arménsky Մեղրի – Mełri) je město v horském údolí v provincii Sjunik v Arménii. K roku 2009 v něm žilo bezmála pět tisíc obyvatel. Je to nejjižnější arménské město.

## Poloha a doprava
Meghri leží na jihu Arménie jen několik kilometrů severně od hranice s Íránem. Od Jerevanu, hlavního města Arménie, je vzdáleno přibližně 370 kilometrů jihovýchodně. Poblíž města v Zangezurských horách  se nachází Národní park Arevik (Národní park Arik – Արևիք ազգային պարկ).
Přes Meghri prochází dálnice M2 z Jerevanu přes Artašat, Ararat, Goris a Kapan, která končí v Agaraku silničním hraničním přechodem do Íránu.

## Dějiny
V roce 906 na území moderního města Meghri založil arménský král Smbat I. osadu Karčavan, která se díky nedalekému klášternímu komplexu Tatev velice rychle hospodářsky i demograficky rozvíjela a brzy byla povýšena na město. V roce 987 se město Karčavan stalo součástí nově vzniklého Sjunického království. Roku 1105 město ovládli Seldžukové. V letech 1126 a 1157 bylo město zničeno a vyrabováno. 
Mezi 12. a 15. stoletím trpěla osada invazemi Seldžuků, Mongolů a jiných národů. Opakovaně byla vypalována, drancována a její rozvoj poklesl.
Během rusko-perské války (1804-1813) probíhaly v okolí Meghri aktivní vojenské operace. Na začátku května 1810 šáh Abbás Mirza stáhl své jednotky (30 tisíc vojáků) do Nachičevanu, aby napadl Karabašský chanát a dobyl Gruzii. Peršané překročili řeku Araks a 15. květně 1810 obsadili Meghri. Velitel karabašského oddílu ruských jednotek generálmajor Pjotr Nebolsin vyslal prapor 17. mysliveckého pluku pod velením plukovníka Pjotra Kotljarevského osvobodit osadu Meghri, která byla klíčem pro dopravu mezi Karabachem a Tabrízem. Posádku Meghri tvořilo 1500 pravidelných perských pěšáků s dělostřelectvem (7 baterií) umístěném na pravém, strmém břehu řeky Meghri. Cesty k osadě byly silně opevněny perskými jednotkami. Ruský oddíl, rozdělený do tří částí, se tajně přiblížil k Meghri podél údolí řeky Araks a ráno 17. června zaútočil na centrální opevnění Peršanů, pronikl do osady a po těžké bitvě ji dobyl. Peršané ztratili více než 300 lidí, ruské ztráty byly 35 lidí. Následné pokusy perských jednotek o znovudobytí Meghri byly neúspěšné.
V roce 1918 bylo Meghri spolu s celým Zangezurem přičleněno k nezávislé Arménské republice. Oblast si nárokoval i Ázerbájdžán a o oblast propukly boje, které skončily připojením obou republik k SSSR a celý sporný Zangezur byl připojen k Arménské SSR.
V letech 1941 až 1995 zde bylo nádraží na železniční trati Ələt–Culfa, na které byl ale v důsledku mezinárodních sporů v rámci rozpadu Sovětského svazu, zejména války o Náhorní Karabach, nejprve opakovaně přerušován provoz, až byla nakonec v roce 1995 definitivně zrušena.